# Prestiti a tasso zero
Un prestito a tasso zero è un finanziamento al consumo il cui TAN (Tasso Annuo Nominale) è pari a zero e pertanto il soggetto contraente il prestito non versa interessi all'ente finanziatore, ma restituisce solo il capitale oggetto del prestito.
Tuttavia l'indicatore del reale costo di un finanziamento è il TAEG (Tasso Annuo Effettivo Globale) che per un prestito a tasso zero non deve necessariamente essere 0%. Esistono, infatti, alcuni costi (di norma spese di istruttoria pratica) che possono gravare sul cliente anche in caso di finanziamenti a tasso zero. In ogni caso tali costi non sono interessi e quindi il TAN resta zero.
Lo scopo di un finanziamento a tasso zero è di fornire uno strumento finanziario promozionale utile ai rivenditori per invogliare i consumatori all'acquisto di un bene, in molti casi i rivenditori si accollano il costo del finanziamento comunque richiesto dalla società finanziaria per l'erogazione del prestito. In ogni caso il costo del finanziamento può essere incluso nel prezzo del bene acquistato.